# درخت (فیلم ۲۰۱۴)
درخت (اسلوونیایی: Drevo) یک فیلم در ژانر درام است که در سال ۲۰۱۴ منتشر شد.
این فیلم به عنوان نماینده اسلوونی به هشتاد و هشتمین دوره جوایز اسکار معرفی شد اما نتوانست در بین نامزدها قرار بگیرد. این فیلم در جشنواره‌هایی چون جشنواره فیلم کارلووی واری، بمبئی و…به نمایش درآمده‌است.

## داستان
درخت یک درام کوچک است که ارزش‌های خانوادگی را تشریح می‌کند، تقریباً شبیه به تراژدی‌های باستانی که سرنوشت پایانشان را تعیین می‌کند.